# Antônio Joaquim Moraes Rodrigues Neto
Antônio Joaquim Moraes Rodrigues Neto (Goiânia, 1 de janeiro de 1956) é um político brasileiro.

## Biografia
Antônio Joaquim Moraes Rodrigues Neto estudou Administração na Universidade Federal de Mato Grosso, apesar de seu primeiro interesse ser a Engenharia. É acadêmico de Direito pela Universidade de Cuiabá, e pós - graduado em Direito do Estado e Administração Pública pela Fundação Getúlio Vargas.
Iniciou sua trajetória de vida pública no Legislativo, onde exerceu os mandatos de deputado estadual de Mato Grosso de 1986 até 1994, e de deputado federal entre o ano 1995 até 2000.
Atuou no poder executivo como secretário de Infra-estrutura e de Educação na gestão do ex-governador Dante de Oliveira. Foi eleito para a presidência do TCE no dia 16 de outubro de 2007 e exerceu o cargo até o dia 4 de janeiro de 2010. Seu mandato ficou marcado pela implantação do Geo Obras, sistema de auditoria por satélite, projeto que foi muito bem recebido pela sociedade civil organizada. Atualmente é o vice-presidente da ATRICON - Associação dos Membros dos Tribunais de Contas do Brasil.
É casado com Tania I. Moschini Moraes e pai de três filhas.

## Geo Obras
- «Imagens de satélite para fiscalizar obras»
- «Gestores acionados por não alimentar Geo Obras e por abandonar obras»
- «Tribunal de Contas de Moçambique se interessa pelo Geo Obras»
- «TCE quer exterminar obras fantasmas»